# Aristarch Vasiljevič Lentulov
Aristarch Vasiljevič Lentulov (rusky Аристaрх Васильевич Лентулов), (16. ledna 1882 — 15. dubna 1943 Moskva) byl ruský a sovětský výtvarník, malíř, scénograf a jeden ze zakladatelů ruské avantgardy.

## Životopis
Narodil se 16. ledna 1882 ve vesnici Černaja Pjatina (na oficiálních stránkách Státního ruského muzea uvedena vesnice Vorona) v Nižnelomovském újezdě v Penzenské gubernii v rodině venkovského kněze.

### Vzdělání
Studoval uměleckou školu v Penze v ateliéru N. D. Selisterova (1898—1900 a 1905), mezi tím v letech 1900-1904 nastoupil na střední uměleckou školu v Kyjevě v ateliéru N. K. Pimoněnka. Od roku 1906 působil v ateliéru D. N. Kardovskéhо v Petrohradě. Poté pokračoval v individuálním studiu v ateliérech Henriho Le Fauconniera, Jeana Metzingera a na soukromé akademii Académie de La Palette v Paříži a také v Itálii.
V letech 1910 až 1916 založil sdružení Kárový spodek. V letech 1926 a 1927 byl členem Asociace umělců revolučního Ruska a následně v letech 1928 až 1932 založil a vedl moskevskou Unii výtvarných umělců, do níž patřili mnozí členové skupiny Kárový spodek. V roce 1925 vystavoval na Mezinárodní výstavě dekorativního a průmyslového moderního umění v Paříži, kde získal cenu za scénografii k inscenaci Démon. Svou pedagogickou práci započal v roce 1919, kdy působil jako profesor na VChUTEMASu, v roce 1919 spolupracoval s Institutem výtvarné kultury a v roce 1937 byl profesorem na Moskevském státním akademickém uměleckém institutu Vasilije Ivanoviče Surikova.
Během svého života pracoval i pro divadla. Výtvarně ztvárnil představení v Komorním divadle hru Veselé paničky windsorské od Williama Shakespeara a ve Velkém divadle hru Prométheus od Alexandra Nikolajeviče Skrjabina. V roce 1933 měl v Moskvě při příležitosti svých 25 let působení v oblasti umění úspěšnou autorskou výstavu. V roce 1942 se vrátil do Moskvy a prodělal těžkou operaci. Zemřel 15. dubna 1943 v Moskvě. Je pochován na Vagaňkovském hřbitově. 

## Rodina
- Maria Petrovna Rukina – manželka
- Marianna Aristarchovna Lentulova – dcera kunsthistorička, spisovatelka
- Apollon Aristarchovič Lentulov – syn z prvního manželství, herec němého filmu
- Alexandr Jakovlevič – vnuk (ze strany dcery Marianny Aristrachovny)
- Fjodor Alexandrovič Lentulov – pravnuk (ze strany dcery Marianny Aristrachovny), (výtvarník)

## Významní žáci
- Elij Michajlovič Beljutin
- Alexandr Arkadievič Labas
- Klavdia Alexandrovna Tutevol

## Zastoupení ve sbírkách
- Treťjakovská galerie v Moskvě
- Ruské státní muzeum v Petrohradě
- Dům-muzeum Maxmiliána Vološina v Koktebelu
- Oblastní obrazová galerie K. A. Savického v Penze
- Oblastní umělecké muzeum města Samara
- Muzeum Ludwig v Kolíně nad Rýnem
- Národní galerie v Praze

## Dílo
- Koupající se u Sury (1909, Oblastní obrazová galerie K. A. Savického v Penze);
- Autoportrét v červené (1908, Ruské státní muzeum);
- Alegorie Vlastenecké války roku 1812 (1912, soukromá sbírka P. О. Аvena);
- Modrý džbán a ovoce (1913, Treťjakovská galerie);
- Zátiší se samovarem (1913, Ruské státní muzeum);
- Vasilij Blažený (1913, Treťjakovská galerie);
- Astry (1913, Treťjakovská galerie);
- Krajina s bránami (1913, Treťjakovská galerie);
- Chrám v Kislovodsku (1913, Permská státní umělecká galerie);
- Moskva (1913, Treťjakovská galerie);
- Vítězná bitva (1914, soukromá sbírka P. О. Аvena);
- Nebozvon (1915, Treťjakovská galerie);
- Nižnij Novgorod (1915, Treťjakovská galerie);
- Autoportrét (1915, Treťjakovská galerie);
- U Iverské ikony (1916, Treťjakovská galerie);
- Portrét neznámé v modrých šatech (1916);
- Cypřiše (1916, Treťjakovská galerie);
- Krajina s červeným domem (1917);
- Věže Novojeruzalémského kláštera (1917, Ruské státní muzeum);
- Klášter (1917, Ruské státní museum);
- Nový Jeruzalém (1917, Treťjakovská galerie);
- Tverský bulvár (1917, Treťjakovská galerie);
- Ženy a ovoce (1917, Rjazaňské oblastní umělecké muzeum);
- Ženský portrét (1918, Oblastní obrazová galerie K. A. Savického v Penze);
- Krajina s červeným domem (1918, Ruské státní museum);
- Autoportrét s houslemi
- U Černigovské (1919—1920, Architektonické a umělecké muzeum ve městě Pereslavl-Zalesskij);
- Portrét A. J. Tairova (1920);
- Krakování v rafinérii (1931, Treťjakovská galerie);
- Noc na Patriaršských rybnících (1928, Treťjakovská galerie);
- Puškinovo náměstí v noci (1928, Ruské státní museum)
- Západ slunce na Volze (1928);
- Slunce nad střechami (1928);
- Zelenina (1933, Treťjakovská galerie)
- Stavba metra na Lublaňském náměstí (1936, Treťjakovská galerie);

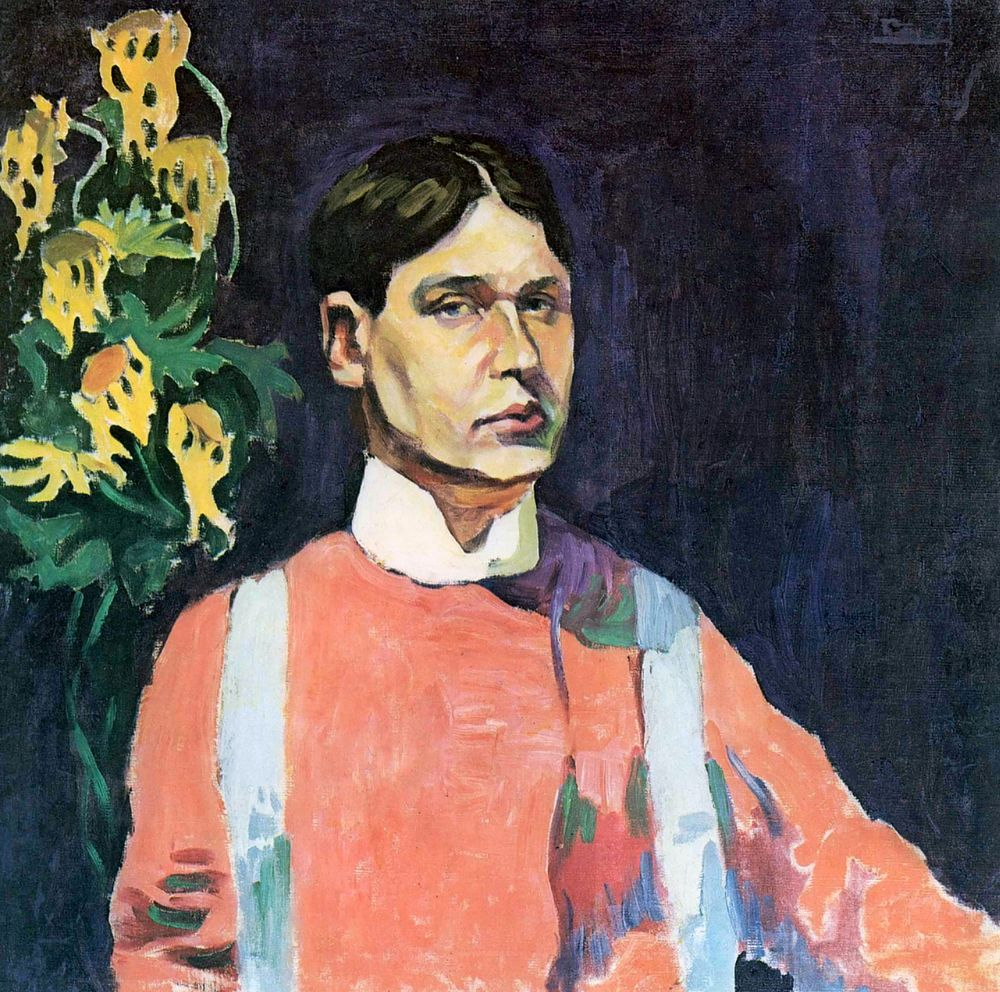
Autoportrét
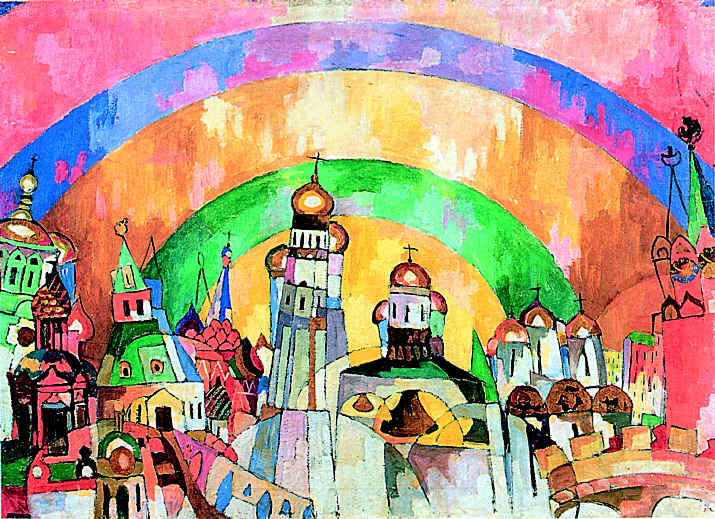
Nebozvon
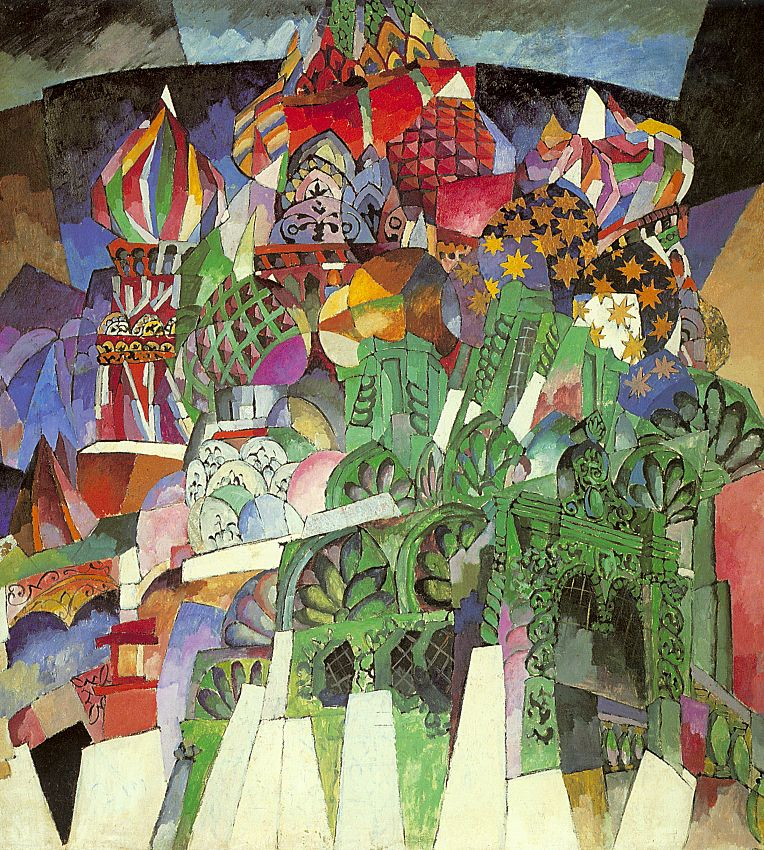
Vasilij Blažený, 1913
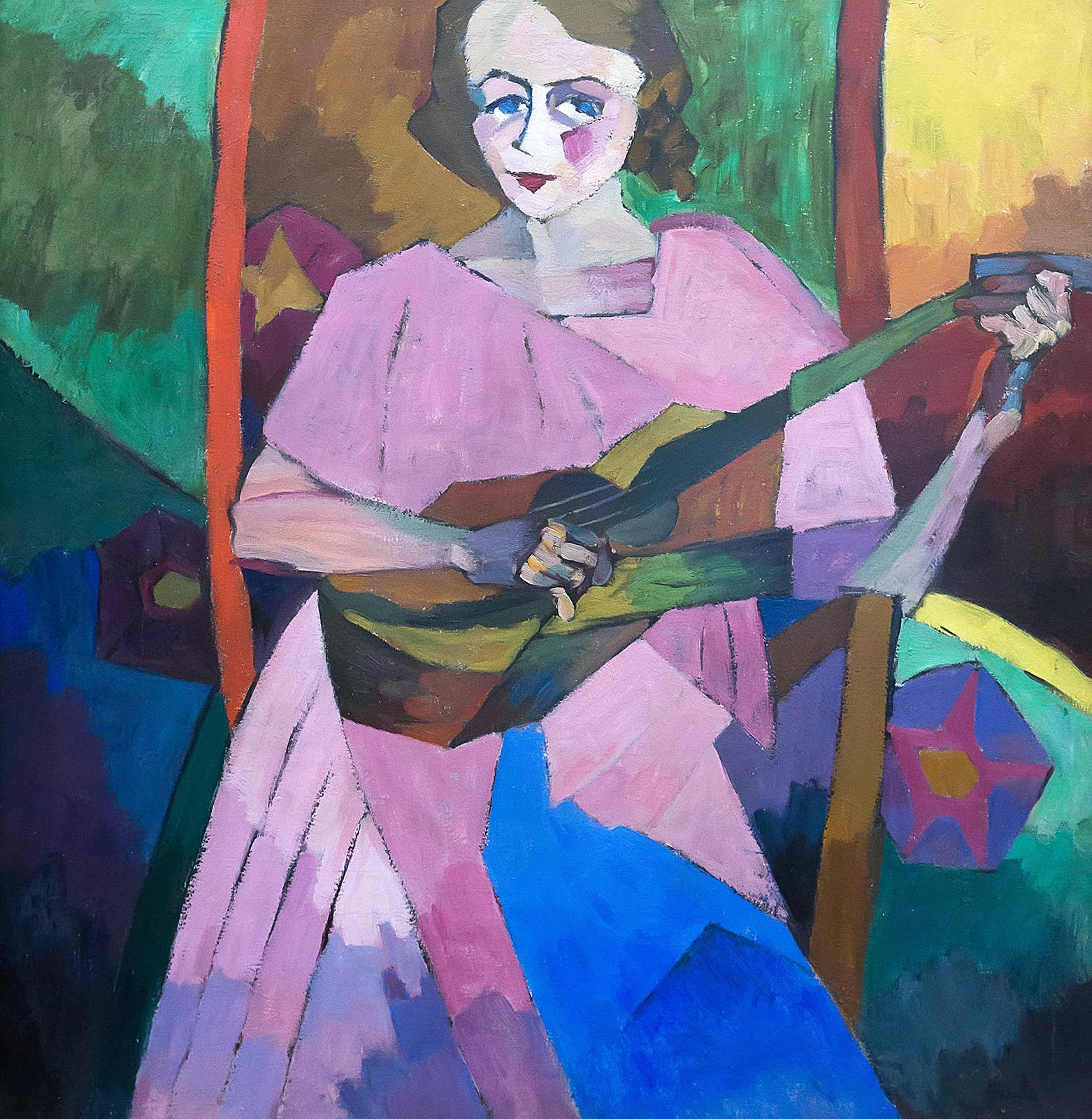
Žena s kytarou, 1913
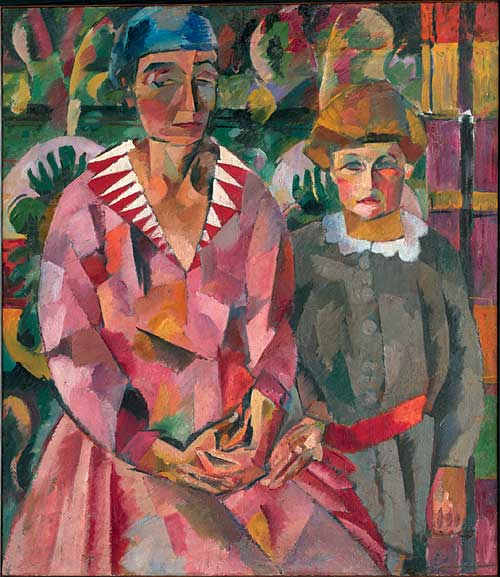
Portrét ženy a dcery